# Dominik Krieger
Dominik Krieger (* 25. Juli 1968 in Schliengen) ist ein ehemaliger  deutscher Radrennfahrer. Er war von 1989 bis 1994 Profi.

## Karriere
1985 wurde Krieger deutscher Vize-Meister bei den Junioren. 1988 konnte er eine Etappe bei der Tour de la Communauté Europeènne und 1989 eine Etappe beim Grand Prix Guillaume Tell sowie Rund um Köln gewinnen. Nach dem vierten Platz bei der Straßen-Weltmeisterschaft für Amateure wurde Dominik Krieger Profi bei der Schweizer Radsportteam Helvetia-La Suisse. Er belegte in einem seiner ersten Profirennen, dem Paarzeitfahren in Baden-Baden, zusammen mit Udo Bölts den dritten Platz. 1992 war er bester Deutscher Fahrer mit dem 53. Gesamtrang bei der Tour de France 1992. Im gleichen Jahr gewann er das Paarzeitfahren in Baden-Baden mit Tony Rominger. Zur Saison 1993 wechselte er zur deutschen Radsportmannschaft Team Telekom, bei der er 1994 seine Karriere verletzungsbedingt beenden musste.
Seit 2005 arbeitet Krieger als Physiotherapeut in Karlsruhe.

## Erfolge
1992
- Paarzeitfahren Baden-Baden mit Tony Rominger

## Auszeichnungen
- Radsportler des Jahres (Deutschland) 1989

## Grand-Tour-Platzierungen
| Grand Tour            | 1991 | 1992 |
| --------------------- | ---- | ---- |
| Vuelta a EspañaVuelta | –    | –    |
| Giro d’ItaliaGiro     | –    | –    |
| Tour de FranceTour    | 63   | 53   |